# Vittoria Belvedere
Vittoria Belvedere (Vibo Valentia, 17 gennaio 1972) è un'attrice ed ex modella italiana.

## Biografia
Nata a Vibo Valentia, ad appena nove mesi d'età si trasferisce con la famiglia a Vimercate, dove cresce. A tredici anni inizia la carriera di modella, svolta fino all'età di diciotto anni quando, durante un servizio fotografico, incontra l'agente Paola Petri, vedova del regista Elio Petri, che la spinge ad iniziare una carriera cinematografica e televisiva. Proprio in televisione, a partire dal 1992, appare nelle miniserie: Piazza di Spagna (1992), regia di Florestano Vancini, Delitti privati (1993) diretta da Sergio Martino, La famiglia Ricordi (1995), regia di Mauro Bolognini e Il ritorno di Sandokan (1996) di Enzo Castellari.
L'esordio al cinema è sempre nel 1992 con In camera mia, regia di Luciano Martino, ed Oro, regia di Fabio Bonzi. Nel 1993 è anche protagonista di Graffiante desiderio, diretto da Sergio Martino. Tra gli altri lavori per il grande schermo: Ritorno a Parigi (1995), regia di Maurizio Rasio, Passaggio per il paradiso (1996), regia di Antonio Baiocco, La spiaggia (1999), regia di Mauro Cappelloni, Si fa presto a dire amore (2000), regia di Enrico Brignano, e La lettera (2004), regia di Luciano Mattia Cannito.

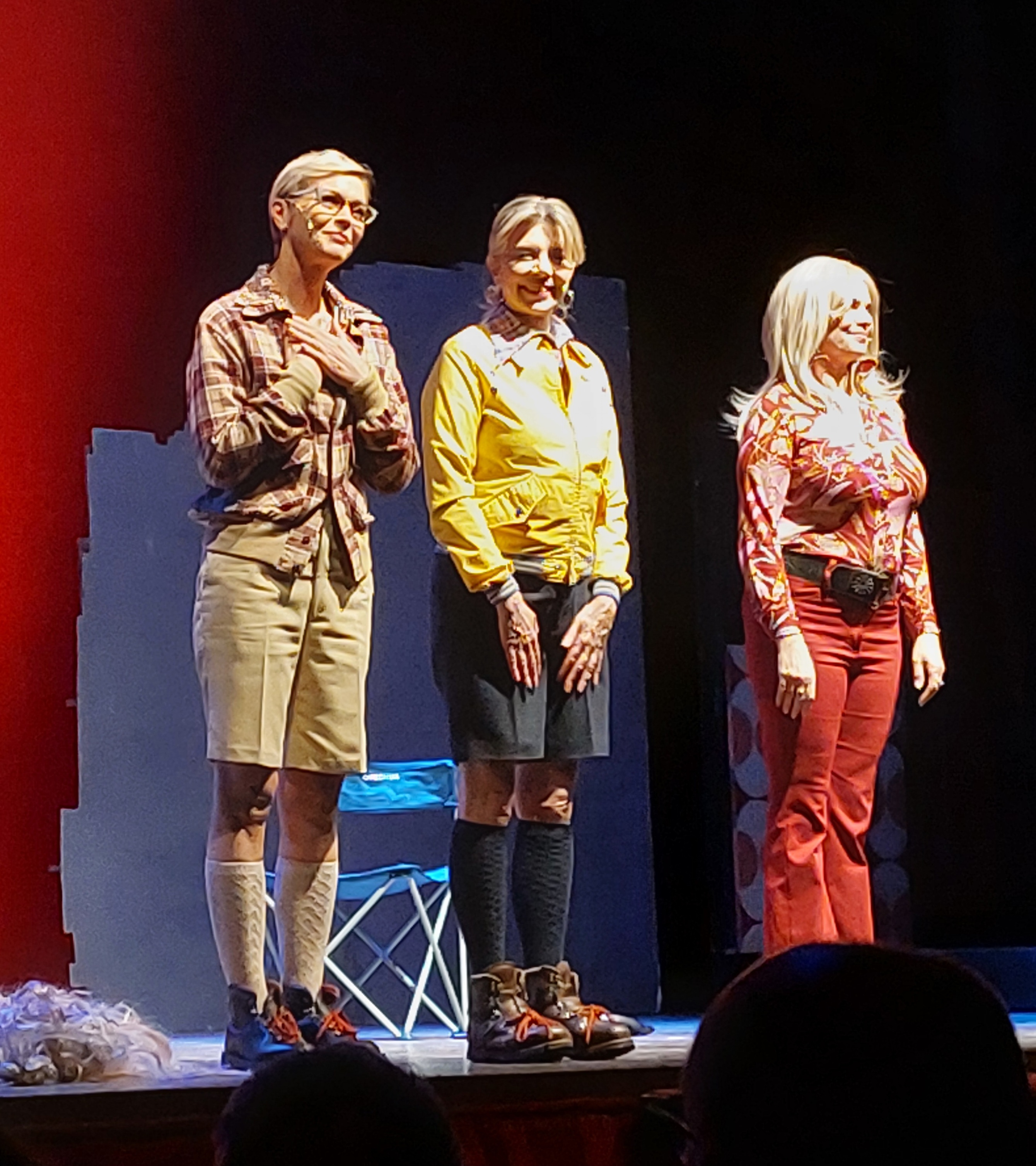
Vittoria Belvedere, Benedicta Boccoli e Debora Caprioglio durante la rappresentazione di Donne in pericolo, Teatro San Domenico di Crema, 1º dicembre 2024.

Numerose le fiction tv che la vedono protagonista, tra cui: Lui e lei (1998-1999); Le ragazze di piazza di Spagna, replicate per tre stagioni (1997-2000); Senso di Colpa (2000), L'uomo che piaceva alle donne - Bel Ami (2001), San Giovanni - L'apocalisse (2002); Augusto e Ics - L'amore ti dà un nome del (2003); Rita da Cascia (2004), nel ruolo magistrale della santa; Padri e figli, Il bambino sull'acqua, Giovanni Paolo II; Il mio amico Babbo Natale del 2005 e Nati ieri nel 2006/2007.
Inoltre Enrico Mattei - L'uomo che guardava al futuro (2009), biografia dell'ex presidente dell'Eni, Crimini 2: Cane nero (2010), Angeli e diamanti (2011) o Un caso di coscienza 5 (2013) solo per citarne alcune.
Nel 2002 insieme a Manuela Arcuri affianca Pippo Baudo nella presentazione del Festival di Sanremo.
Nel 2003 debutta anche nelle vesti di cantante nella canzone Mi manchi già in duetto con Gaetano Curreri, leader degli Stadio.
Nel 2011 partecipa alla settima edizione di Ballando con le stelle, condotto su Rai 1 da Milly Carlucci classificandosi al terzo posto.
Negli anni successivi alterna alle fiction tv il teatro e il musical, da My Fair Lady, replicato per due anni, a Tutti insieme appassionatamente nella stagione teatrale 2014/2015.
Dal 16 settembre al 28 ottobre 2016 è concorrente del programma Tale e quale show, condotto da Carlo Conti su Rai 1.
Si rivedrà in tv poi tra il 2019 e il 2022 in due puntate di Meraviglie - La penisola dei tesori di Alberto Angela.

### Vita privata
Sposata dal 12 giugno 1999 con Vasco Valerio, organizzatore di eventi, ha tre figli.

## Filmografia

### Cinema
- In camera mia, regia di Luciano Martino (1992)
- Oro (Zoloto), regia di Fabio Bonzi (1992)
- Graffiante desiderio, regia di Sergio Martino (1993)
- Ritorno a Parigi, regia di Maurizio Rasio (1995)
- Passaggio per il paradiso, regia di Antonio Baiocco (1996)
- La spiaggia, regia di Mauro Cappelloni (1999)
- Si fa presto a dire amore, regia di Enrico Brignano (2000)
- La lettera, regia di Luciano Cannito (2004)
- Viaggio in Italia - Una favola vera, regia di Paolo Genovese e Luca Miniero (2007)
- Immaturi - Il viaggio, regia di Paolo Genovese (2012)

### Televisione
- Piazza di Spagna, regia di Florestano Vancini – miniserie TV (1992)
- Delitti privati, regia di Sergio Martino – miniserie TV (1993)
- Intrighi Internazionali, regia di Nando Cicero (1994)
- La famiglia Ricordi, regia di Mauro Bolognini – miniserie TV (1995)
- Occhio di falco, regia di Vittorio De Sisti (1996)
- Le nuove avventure di Arsène Lupin, regia di Vittorio De Sisti (1996)
- Commandant Nerval, regia di Henri Helman e Arnaud Sélignac (1996)
- Il ritorno di Sandokan, regia di Enzo G. Castellari - miniserie TV (1996)
- Provincia segreta, regia di Francesco Massaro - miniserie TV (1998)
- Trenta righe per un delitto, regia di Lodovico Gasparini – miniserie TV (1998)
- Le ragazze di piazza di Spagna, regia di José María Sánchez – serie TV (1998)
- Lui e lei, regia di Luciano Manuzzi – serie TV (1998-1999)
- Le ragazze di piazza di Spagna 2, regia di Gianfrancesco Lazotti – serie TV (1999)
- Sturmzeit, regia di Bernd Böhlich (1999)
- Senso di colpa, regia di Massimo Spano – miniserie TV (2000)
- Le ragazze di piazza di Spagna 3, regia di Riccardo Donna – serie TV (2000)
- L'uomo che piaceva alle donne - Bel Ami, regia di Massimo Spano – miniserie TV (2001)
- Un coeur oublié, regia di Philippe Monnier (2001)
- San Giovanni - L'apocalisse, regia di Raffaele Mertes – film TV (2002)
- Ics - L'amore ti dà un nome, regia di Alberto Negrin – miniserie TV (2003)
- Augusto - Il primo imperatore, regia di Roger Young – miniserie TV (2003)
- Nessuno al suo posto, regia di Gianfranco Albano (2003)
- Part Time, regia di Angelo Longoni (2004)
- Rita da Cascia, regia di Giorgio Capitani – miniserie TV (2004)
- Padri e figli, regia di Gianfranco Albano e Gianni Zanasi – serie TV (2005)
- Il bambino sull'acqua, regia di Paolo Bianchini – film TV (2005)
- Il mio amico Babbo Natale, regia di Franco Amurri – film TV (2005)
- Giovanni Paolo II, regia di John Kent Harrison – miniserie TV (2005)
- Nati ieri, regia di Carmine Elia, Paolo Genovese e Luca Miniero – serie TV (2006-2007)
- Enrico Mattei - L'uomo che guardava al futuro, regia di Giorgio Capitani – miniserie TV (2009)
- Crimini 2, episodio Cane nero, regia di Claudio Bonivento – serie TV (2010)
- A un pelo dalla Victoria, regia di Erminio Perocco (2010)
- Angeli e diamanti, regia di Raffaele Mertes – miniserie TV (2011)
- Un caso di coscienza, regia di Luigi Perelli – serie TV (2013)
- Meraviglie - La penisola dei tesori[4] (2019, 2022)

### Cortometraggi
- Sciacca e il suo mare, regia di Claudio Rossi Massimini (2008)
- Zucca e Cappesante , regia di Le Fratelle Coin (2008)
- Baby Cam, regia di Oliver Gerard (2008)
- Vinalia , regia di Lorenzo Peluso (2010)

## Teatro
- L'altro lato del letto, regia di Marioletta Bideri e Stefano Messina (2007-2008)
- My Fair Lady, regia di Massimo Romeo Piparo (2012-2013-2014)
- Tutti insieme appassionatamente, regia di Massimo Romeo Piparo (2014-2015)
- La scuola, regia di Daniele Luchetti (2017-2018)
- Figlie di Eva, di Michela Andreozzi, Vincenzo Alfieri, Grazia Giardiello, regia di Massimiliano Vado (2019-2021)
- Bloccati dalla neve, di Peter Quilter, regia di Enrico Maria Lamanna (2022-2023)
- Donne in pericolo di Wendy MacLeod, regia di Enrico Maria Lamanna (con Benedicta Boccoli, Vittoria Belvedere e Debora Caprioglio; 2024-2025)

## Videoclip
- Abbi dubbi, di Edoardo Bennato (1989)
- Fammi Dire, di Enzo Avitabile (1990)
- Equilibrio Instabile, degli Stadio (2003)
- Felice, di Vincenzo Capua (2015)